# Campeonato Europeo Femenino Sub-17 de la UEFA 2013-14
El Campeonato Europeo Femenino Sub-17 de la UEFA 2014 es la séptima edición de este torneo organizado por la UEFA. Será la primera edición en que su final se realice fuera de Nyon, Suiza ya que en esta oportunidad se realizará en Inglaterra.

## Primera Fase de Clasificación
Cuarenta selecciones participarán de esta ronda. Habrá diez grupos de cuatro países cada uno. Las ganadoras de cada grupo (10), las diez mejores segundas y la tercera mejor selección entre su balance entre la primera y tercera clasificada de cada grupo, se clasificarán para jugar la segunda ronda de clasificación.
Clasificadas directamente para la segunda ronda de clasificación: Alemania y España, por ser ex campeonas y Francia.
Clasificada directamente para la fase final: Inglaterra (anfitriona)
El sorteo se realizó el 20 de noviembre de 2012 en Nyon, Suiza.

En cursiva, los países que fueron sede del grupo.

### Grupo 1
| Equipo            | Pts | PJ | PG | PE | PP | GF | GC | Dif |
| ----------------- | --- | -- | -- | -- | -- | -- | -- | --- |
| República Checa   | 6   | 3  | 2  | 0  | 1  | 18 | 4  | 14  |
| Escocia           | 6   | 3  | 2  | 0  | 1  | 10 | 6  | 4   |
| Irlanda del Norte | 6   | 3  | 2  | 0  | 1  | 9  | 8  | 1   |
| Montenegro        | 0   | 3  | 0  | 0  | 3  | 1  | 20 | -19 |

| 2 de agosto de 2013, 16:00 | República Checa | 3:4 | Irlanda del Norte | Harlaw Park, Inverurie, Escocia |  |
|                            |                 |     |                   | Árbitro(s): [[ ]], [[ ]]        |  |

| 2 de agosto de 2013, 20:00 | Escocia | 5:1 | Montenegro | Harlaw Park, Inverurie, Escocia |  |
|                            |         |     |            | Árbitro(s): [[ ]], [[ ]]        |  |

| 4 de agosto de 2013, 14:00 | Irlanda del Norte | 1:5 | Escocia | North Lodge Park, Formartine, Escocia |  |
|                            |                   |     |         | Árbitro(s): [[ ]], [[ ]]              |  |

| 4 de agosto de 2013, 18:00 | República Checa | 11:0 | Montenegro | North Lodge Park, Formartine, Escocia |  |
|                            |                 |      |            | Árbitro(s): [[ ]], [[ ]]              |  |

| 7 de agosto de 2013, 20:00 | Escocia | 0:4 | República Checa | Harlaw Park, Inverurie, Escocia |  |
|                            |         |     |                 | Árbitro(s): [[ ]], [[ ]]        |  |

| 7 de agosto de 2013, 20:00 | Montenegro | 0:4 | Irlanda del Norte | North Lodge Park, Formartine, Escocia |  |
|                            |            |     |                   | Árbitro(s): [[ ]], [[ ]]              |  |

### Grupo 2
| Equipo  | Pts | PJ | PG | PE | PP | GF | GC | Dif |
| ------- | --- | -- | -- | -- | -- | -- | -- | --- |
| Noruega | 9   | 3  | 3  | 0  | 0  | 16 | 1  | 15  |
| Rumania | 6   | 3  | 2  | 0  | 1  | 7  | 5  | 2   |
| Croacia | 3   | 3  | 1  | 0  | 2  | 4  | 8  | -4  |
| Estonia | 0   | 3  | 0  | 0  | 3  | 1  | 14 | -13 |

| 29 de julio de 2013, 13:30 | Noruega | 5:1 | Croacia | Kadriorg, Tallin, Estonia |  |

| 29 de julio de 2013, 16:30 | Rumania | 5:0 | Estonia | Lilleküla Stadium, Tallin, Estonia |  |
|                            |         |     |         | Árbitro(s): [[ ]], [[ ]]           |  |

| 31 de julio de 2013, 13:30 | Croacia | 1:2 | Rumania | Kadriorg, Tallin, Estonia |  |
|                            |         |     |         | Árbitro(s): [[ ]], [[ ]]  |  |

| 31 de julio de 2013, 16:30 | Noruega | 7:0 | Estonia | Lilleküla Stadium, Tallin, Estonia |  |
|                            |         |     |         | Árbitro(s): [[ ]], [[ ]]           |  |

| 3 de agosto de 2013, 13:30 | Rumania | 0:4 | Noruega | Kadriorg, Tallin, Estonia |  |
|                            |         |     |         | Árbitro(s): [[ ]], [[ ]]  |  |

| 3 de agosto de 2013, 13:30 | Estonia | 1:2 | Croacia | Lilleküla Stadium, Tallin, Estonia |  |
|                            |         |     |         | Árbitro(s): [[ ]], [[ ]]           |  |

### Grupo 3
| Equipo       | Pts | PJ | PG | PE | PP | GF | GC | Dif |
| ------------ | --- | -- | -- | -- | -- | -- | -- | --- |
| Finlandia    | 7   | 3  | 2  | 1  | 0  | 6  | 2  | 4   |
| Países Bajos | 6   | 3  | 2  | 0  | 1  | 8  | 2  | 6   |
| Eslovaquia   | 2   | 3  | 0  | 2  | 1  | 5  | 9  | -4  |
| Ucrania      | 1   | 3  | 0  | 1  | 2  | 4  | 10 | -6  |

| 2 de agosto de 2013, 15:00 | Finlandia | 2:2 | Eslovaquia | Ukrayina Stadion, Lviv, Ucrania |  |
|                            |           |     |            | Árbitro(s): [[ ]], [[ ]]        |  |

| 2 de agosto de 2013, 17:00 | Países Bajos | 4:1 | Ucrania | Arena Lviv, Lviv, Ucrania |  |
|                            |              |     |         | Árbitro(s): [[ ]], [[ ]]  |  |

| 4 de agosto de 2013, 15:00 | Países Bajos | 4:0 | Eslovaquia | Ukrayina Stadion, Lviv, Ucrania |  |
|                            |              |     |            | Árbitro(s): [[ ]], [[ ]]        |  |

| 4 de agosto de 2013, 17:00 | Ucrania | 0:3 | Finlandia | Arena Lviv, Lviv, Ucrania |  |
|                            |         |     |           | Árbitro(s): [[ ]], [[ ]]  |  |

| 7 de agosto de 2013, 17:00 | Finlandia | 1:0 | Países Bajos | Ukrayina Stadion, Lviv, Ucrania |  |
|                            |           |     |              | Árbitro(s): [[ ]], [[ ]]        |  |

| 7 de agosto de 2013, 17:00 | Eslovaquia | 3:3 | Ucrania | Arena Lviv, Lviv, Ucrania |  |
|                            |            |     |         | Árbitro(s): [[ ]], [[ ]]  |  |

### Grupo 4
| Equipo               | Pts | PJ | PG | PE | PP | GF | GC | Dif |
| -------------------- | --- | -- | -- | -- | -- | -- | -- | --- |
| Rusia                | 9   | 3  | 3  | 0  | 0  | 3  | 0  | 3   |
| Irlanda              | 6   | 3  | 2  | 0  | 1  | 13 | 2  | 11  |
| Turquía              | 3   | 3  | 1  | 0  | 2  | 3  | 2  | 1   |
| Bosnia y Herzegovina | 0   | 3  | 0  | 0  | 3  | 1  | 16 | -15 |

| 6 de agosto de 2013, 12:00 | Irlanda | 12:1 | Bosnia y Herzegovina | Trud Stadion, Uliánovsk, Rusia |  |
|                            |         |      |                      | Árbitro(s): [[ ]], [[ ]]       |  |

| 6 de agosto de 2013, 19:00 | Rusia | 1:0 | Turquía | Trud Stadion, Uliánovsk, Rusia |  |
|                            |       |     |         | Árbitro(s): [[ ]], [[ ]]       |  |

| 8 de agosto de 2013, 12:00 | Irlanda | 1:0 | Turquía | Trud Stadion, Uliánovsk, Rusia |  |
|                            |         |     |         | Árbitro(s): [[ ]], [[ ]]       |  |

| 8 de agosto de 2013, 19:00 | Bosnia y Herzegovina | 0:1 | Rusia | Trud Stadion, Uliánovsk, Rusia |  |
|                            |                      |     |       | Árbitro(s): [[ ]], [[ ]]       |  |

| 11 de agosto de 2013, 19:00 | Turquía | 3:0 | Bosnia y Herzegovina | Torpedo, Dimitrovgrad, Rusia |  |
|                             |         |     |                      | Árbitro(s): [[ ]], [[ ]]     |  |

| 11 de agosto de 2013, 19:00 | Rusia | 1:0 | Irlanda | Trud Stadion, Uliánovsk, Rusia |  |
|                             |       |     |         | Árbitro(s): [[ ]], [[ ]]       |  |

### Grupo 5
| Equipo   | Pts | PJ | PG | PE | PP | GF | GC | Dif |
| -------- | --- | -- | -- | -- | -- | -- | -- | --- |
| Hungría  | 7   | 3  | 2  | 1  | 0  | 15 | 2  | 13  |
| Islandia | 7   | 3  | 2  | 1  | 0  | 13 | 2  | 11  |
| Moldavia | 1   | 3  | 0  | 1  | 2  | 1  | 12 | -11 |
| Letonia  | 1   | 3  | 0  | 1  | 2  | 1  | 14 | -13 |

| 30 de julio de 2013, 17:00 | Islandia | 5:0 | Letonia | District Sport Complex, Orhei, Moldavia |  |
|                            |          |     |         | Árbitro(s): [[ ]], Rusia                |  |

| 30 de julio de 2013, 17:00 | Hungría | 5:0 | Moldavia | CPSM, Vadul lui Voda, Moldavia |  |
|                            |         |     |          | Árbitro(s): [[ ]], Polonia     |  |

| 1 de agosto de 2013, 17:00 | Islandia | 6:0 | Moldavia | District Sport Complex, Orhei, Moldavia |  |
|                            |          |     |          | Árbitro(s): [[ ]], Polonia              |  |

| 1 de agosto de 2013, 17:00 | Letonia | 0:8 | Hungría | CPSM, Vadul lui Voda, Moldavia |  |
|                            |         |     |         | Árbitro(s): [[ ]], [[ ]]       |  |

| 4 de agosto de 2013, 17:00 | Hungría | 2:2 | Islandia | Dinamo Auto, Ternovca, Moldavia |  |
|                            |         |     |          | Árbitro(s): [[ ]], Rusia        |  |

| 4 de agosto de 2013, 17:00 | Moldavia | 1:1 | Letonia | CPSM, Vadul lui Voda, Moldavia |  |
|                            |          |     |         | Árbitro(s): [[ ]], [[ ]]       |  |

### Grupo 6
| Equipo   | Pts | PJ | PG | PE | PP | GF | GC | Dif |
| -------- | --- | -- | -- | -- | -- | -- | -- | --- |
| Suecia   | 9   | 3  | 3  | 0  | 0  | 14 | 1  | 13  |
| Portugal | 6   | 3  | 2  | 0  | 1  | 4  | 3  | 1   |
| Serbia   | 3   | 3  | 1  | 0  | 2  | 3  | 6  | -3  |
| Israel   | 0   | 3  | 0  | 0  | 3  | 1  | 12 | -11 |

| 2 de agosto de 2013, 16:00 | Suecia | 3:0 | Portugal | National team coplex, Shefayim, Israel |  |
|                            |        |     |          | Árbitro(s): Marta Frías Acedo, España  |  |

| 2 de agosto de 2013, 16:00 | Serbia | 2:1 | Israel | Ha Moshava, Petah Tikva, Israel |  |
|                            |        |     |        | Árbitro(s): [[ ]], [[ ]]        |  |

| 4 de agosto de 2013, 16:30 | Portugal | 2:0 | Serbia | National team coplex, Shefayim, Israel |  |
|                            |          |     |        | Árbitro(s): [[ ]], [[ ]]               |  |

| 4 de agosto de 2013, 18:30 | Suecia | 8:0 | Israel | Ha Moshava, Petah Tikva, Israel |  |
|                            |        |     |        | Árbitro(s): [[ ]], [[ ]]        |  |

| 7 de agosto de 2013, 17:30 | Israel | 0:2 | Portugal | Ha Moshava, Petah Tikva, Israel |  |
|                            |        |     |          | Árbitro(s): [[ ]], [[ ]]        |  |

| 7 de agosto de 2013, 17:30 | Serbia | 1:3 | Suecia | National team coplex, Shefayim, Israel |  |
|                            |        |     |        | Árbitro(s): Marta Frías Acedo, España  |  |

### Grupo 7
| Equipo      | Pts | PJ | PG | PE | PP | GF | GC | Dif |
| ----------- | --- | -- | -- | -- | -- | -- | -- | --- |
| Bélgica     | 9   | 3  | 3  | 0  | 0  | 13 | 0  | 13  |
| Bielorrusia | 6   | 3  | 2  | 0  | 1  | 8  | 6  | 2   |
| Eslovenia   | 3   | 3  | 1  | 0  | 2  | 11 | 9  | 2   |
| Lituania    | 0   | 3  | 0  | 0  | 3  | 0  | 17 | -17 |

| 6 de agosto de 2013, 17:00 | Bélgica | 3:0 | Bielorrusia | ŠRC Bakovci Stadium, Bakovci, Eslovenia |  |
|                            |         |     |             | Árbitro(s): [[ ]], [[ ]]                |  |

| 6 de agosto de 2013, 17:00 | Eslovenia | 8:0 | Lituania | NK Odranci, Odranci, Eslovenia |  |
|                            |           |     |          | Árbitro(s): [[ ]], [[ ]]       |  |

| 8 de agosto de 2013, 17:00 | Bélgica | 5:0 | Lituania | ŠRC Bakovci Stadium, Bakovci, Eslovenia |  |
|                            |         |     |          | Árbitro(s): [[ ]], [[ ]]                |  |

| 8 de agosto de 2013, 17:00 | Bielorrusia | 4:3 | Eslovenia | NK Odranci, Odranci, Eslovenia |  |
|                            |             |     |           | Árbitro(s): [[ ]], [[ ]]       |  |

| 11 de agosto de 2013, 17:00 | Eslovenia | 0:5 | Bélgica | NK Odranci, Odranci, Eslovenia |  |
|                             |           |     |         | Árbitro(s): [[ ]], [[ ]]       |  |

| 11 de agosto de 2013, 17:00 | Lituania | 0:4 | Bielorrusia | ŠRC Bakovci Stadium, Bakovci, Eslovenia |  |
|                             |          |     |             | Árbitro(s): [[ ]], [[ ]]                |  |

### Grupo 8
| Equipo     | Pts | PJ | PG | PE | PP | GF | GC | Dif |
| ---------- | --- | -- | -- | -- | -- | -- | -- | --- |
| Austria    | 9   | 3  | 3  | 0  | 0  | 18 | 0  | 18  |
| Polonia    | 6   | 3  | 2  | 0  | 1  | 14 | 1  | 13  |
| Azerbaiyán | 3   | 3  | 1  | 0  | 2  | 2  | 12 | -10 |
| Kazajistán | 0   | 3  | 0  | 0  | 3  | 0  | 21 | -21 |

| 2 de agosto de 2013, 13:00 | Austria | 7:0 | Azerbaiyán | Mosir Brzeg, Brzeg, Polonia |  |
|                            |         |     |            | Árbitro(s): [[ ]], [[ ]]    |  |

| 2 de agosto de 2013, 18:00 | Polonia | 9:0 | Kazajistán | Mosir Brzeg, Brzeg, Polonia |  |
|                            |         |     |            | Árbitro(s): [[ ]], [[ ]]    |  |

| 4 de agosto de 2013, 13:00 | Kazajistán | 0:10 | Austria | Mosir Brzeg, Brzeg, Polonia |  |
|                            |            |      |         | Árbitro(s): [[ ]], [[ ]]    |  |

| 4 de agosto de 2013, 18:00 | Polonia | 5:0 | Azerbaiyán | Mosir Brzeg, Brzeg, Polonia |  |
|                            |         |     |            | Árbitro(s): [[ ]], [[ ]]    |  |

| 7 de agosto de 2013, 18:00 | Austria | 1:0 | Polonia | Mosir Brzeg, Brzeg, Polonia |  |
|                            |         |     |         | Árbitro(s): [[ ]], [[ ]]    |  |

| 7 de agosto de 2013, 18:00 | Azerbaiyán | 2:0 | Kazajistán | Municipal Stadium, Grodkow, Polonia |  |
|                            |            |     |            | Árbitro(s): [[ ]], [[ ]]            |  |

### Grupo 9
| Equipo              | Pts | PJ | PG | PE | PP | GF | GC | Dif |
| ------------------- | --- | -- | -- | -- | -- | -- | -- | --- |
| Italia              | 9   | 3  | 3  | 0  | 0  | 21 | 1  | 20  |
| Suiza               | 6   | 3  | 2  | 0  | 1  | 19 | 5  | 14  |
| Bulgaria            | 3   | 3  | 1  | 0  | 2  | 2  | 17 | -15 |
| Macedonia del Norte | 0   | 3  | 0  | 0  | 3  | 1  | 20 | -19 |

| 2 de julio de 2013, 18:00 | Suiza | 6:0 | Bulgaria | Druzhba, Dobrich, Bulgaria       |  |
|                           |       |     |          | Árbitro(s): Paula Brady, Irlanda |  |

| 2 de julio de 2013, 18:00 | Italia | 6:0 | Macedonia | Kaliakra, Kavarna, Bulgaria           |  |
|                           |        |     |           | Árbitro(s): Svetlana Cebanu, Moldavia |  |

| 4 de julio de 2013, 18:00 | Suiza | 12:0 | Macedonia | Kaliakra, Kavarna, Bulgaria           |  |
|                           |       |      |           | Árbitro(s): Svetlana Cebanu, Moldavia |  |

| 4 de julio de 2013, 18:00 | Bulgaria | 0:10 | Italia | Druzhba, Dobrich, Bulgaria             |  |
|                           |          |      |        | Árbitro(s): Ruzanna Petrosyan, Armenia |  |

| 7 de julio de 2013, 18:00 | Italia | 5:1 | Suiza | Kaliakra, Kavarna, Bulgaria      |  |
|                           |        |     |       | Árbitro(s): Paula Brady, Irlanda |  |

| 7 de julio de 2013, 18:00 | Macedonia | 1:2 | Bulgaria | Druzhba, Dobrich, Bulgaria             |  |
|                           |           |     |          | Árbitro(s): Ruzanna Petrosyan, Armenia |  |

### Grupo 10
| Equipo      | Pts | PJ | PG | PE | PP | GF | GC | Dif |
| ----------- | --- | -- | -- | -- | -- | -- | -- | --- |
| Dinamarca   | 7   | 3  | 2  | 1  | 0  | 18 | 3  | 15  |
| Grecia      | 7   | 3  | 2  | 1  | 0  | 6  | 4  | 2   |
| Gales       | 3   | 3  | 1  | 0  | 2  | 3  | 8  | -5  |
| Islas Feroe | 0   | 3  | 0  | 0  | 3  | 2  | 14 | -12 |

| 5 de agosto de 2013, 15:00 | Dinamarca | 9:0 | Islas Feroe | Ballerup , Ballerup, Dinamarca   |  |
|                            |           |     |             | Árbitro(s): Ana Jovanović Serbia |  |

| 5 de agosto de 2013, 15:00 | Gales | 0:1 | Grecia | Gladsaxe , Søborg, Dinamarca               |  |
|                            |       |     |        | Árbitro(s): Elvira Nurmustafina Kazajistán |  |

| 7 de agosto de 2013, 15:00 | Dinamarca | 2:2 | Grecia | Gladsaxe , Søborg, Dinamarca               |  |
|                            |           |     |        | Árbitro(s): Elvira Nurmustafina Kazajistán |  |

| 7 de agosto de 2013, 15:00 | Islas Feroe | 0:2 | Gales | Brøndby , Brøndby, Dinamarca      |  |
|                            |             |     |       | Árbitro(s): Kateryna Zora Ucrania |  |

| 10 de agosto de 2013, 14:00 | Gales | 1:7 | Dinamarca | Brøndby , Brøndby, Dinamarca     |  |
|                             |       |     |           | Árbitro(s): Ana Jovanović Serbia |  |

| 10 de agosto de 2013, 14:00 | Grecia | 3:2 | Islas Feroe | Ballerup , Ballerup, Dinamarca    |  |
|                             |        |     |             | Árbitro(s): Kateryna Zora Ucrania |  |

### Ranking de los terceros puestos
El mejor tercer puesto de los 10 grupos pasará a la siguiente ronda junto a los 2 mejores de cada grupo. (Se contabilizan los resultados obtenidos en contra de los ganadores y los segundos clasificados de cada grupo). El clasificado fue Irlanda del Norte
| Grp | Equipo            | PJ | PG | PE | PP | GF | GC | DG  | Pts |
| --- | ----------------- | -- | -- | -- | -- | -- | -- | --- | --- |
| 1   | Irlanda del Norte | 2  | 1  | 0  | 1  | 5  | 8  | -3  | 3   |
| 3   | Eslovaquia        | 2  | 0  | 1  | 1  | 2  | 6  | -4  | 1   |
| 4   | Turquía           | 2  | 0  | 0  | 2  | 0  | 2  | -2  | 0   |
| 6   | Serbia            | 2  | 0  | 0  | 2  | 1  | 5  | -4  | 0   |
| 2   | Croacia           | 2  | 0  | 0  | 2  | 2  | 7  | -5  | 0   |
| 7   | Eslovenia         | 2  | 0  | 0  | 2  | 3  | 9  | -6  | 0   |
| 10  | Gales             | 2  | 0  | 0  | 2  | 1  | 8  | -7  | 0   |
| 5   | Moldavia          | 2  | 0  | 0  | 2  | 0  | 11 | -11 | 0   |
| 8   | Azerbaiyán        | 2  | 0  | 0  | 2  | 0  | 12 | -12 | 0   |
| 9   | Bulgaria          | 2  | 0  | 0  | 2  | 0  | 16 | -16 | 0   |

## Segunda fase de clasificación
El sorteo se realizó el 15 de agosto de 2013 en Nyon, Suiza.
El país de los equipos en cursiva fue sede del grupo.

### Grupo 1
| Equipo   | Pts | PJ | PG | PE | PP | GF | GC | Dif |
| -------- | --- | -- | -- | -- | -- | -- | -- | --- |
| España   | 9   | 3  | 3  | 0  | 0  | 13 | 2  | 11  |
| Irlanda  | 6   | 3  | 2  | 0  | 1  | 7  | 0  | 4   |
| Islandia | 3   | 3  | 1  | 0  | 2  | 4  | 6  | -2  |
| Rumania  | 0   | 3  | 0  | 0  | 3  | 1  | 14 | -13 |

| 30 de septiembre de 2013, 16:00 | Islandia | 2:1 | Rumania | Estadio Football Centre FRF , Buftea, Rumania |  |
|                                 |          |     |         | Árbitro(s): Zuzana Strpkova, Eslovaquia       |  |

| 30 de septiembre de 2013, 13:00 | España | 2:1 | República de Irlanda | Estadio Football Centre FRF , Buftea, Rumania |  |
|                                 |        |     |                      | Árbitro(s): Barbara Bollenberg, Austria       |  |

| 2 de octubre de 2013, 13:00 | España | 8:0 | Rumania | Estadio Football Centre FRF, Buftea, Rumania |  |
|                             |        |     |         | Árbitro(s): [[ ]], [[ ]]                     |  |

| 2 de octubre de 2013, 16:00 | República de Irlanda | 2:1 | Islandia | Estadio Football Centre FRF , Buftea, Rumania |  |
|                             |                      |     |          | Árbitro(s): [[ ]], [[ ]]                      |  |

| 5 de octubre de 2013, 10:00 | Islandia | 1:3 | España | Estadio Football Centre FRF , Buftea, Rumania |  |
|                             |          |     |        | Árbitro(s): [[ ]], [[ ]]                      |  |

| 5 de octubre de 2013, 10:00 | Rumania | 0:4 | República de Irlanda | Estadio Football Centre FRF , Buftea, Rumania |  |
|                             |         |     |                      | Árbitro(s): [[ ]], [[ ]]                      |  |

### Grupo 2
| Equipo      | Pts | PJ | PG | PE | PP | GF | GC | Dif |
| ----------- | --- | -- | -- | -- | -- | -- | -- | --- |
| Austria     | 9   | 3  | 3  | 0  | 0  | 13 | 2  | 11  |
| Grecia      | 4   | 3  | 1  | 1  | 1  | 5  | 4  | 1   |
| Rusia       | 4   | 3  | 1  | 1  | 1  | 5  | 8  | -3  |
| Bielorrusia | 0   | 3  | 0  | 0  | 3  | 3  | 12 | -9  |

| 8 de octubre de 2013, 18:00 | Austria | 2:1 | Grecia | [[ ]], [[ ]], Austria    |  |
|                             |         |     |        | Árbitro(s): [[ ]], [[ ]] |  |

| 8 de octubre de 2013, 11:00 | Rusia | 3:2 | Bielorrusia | [[ ]], [[ ]], Austria    |  |
|                             |       |     |             | Árbitro(s): [[ ]], [[ ]] |  |

| 10 de octubre de 2013, 18:00 | Austria | 6:0 | Bielorrusia | [[ ]], [[ ]], Austria    |  |
|                              |         |     |             | Árbitro(s): [[ ]], [[ ]] |  |

| 10 de octubre de 2013, 11:00 | Grecia | 1:1 | Rusia | [[ ]], [[ ]], Austria    |  |
|                              |        |     |       | Árbitro(s): [[ ]], [[ ]] |  |

| 13 de octubre de 2013, 15:00 | Rusia | 1:5 | Austria | [[ ]], [[ ]], Austria    |  |
|                              |       |     |         | Árbitro(s): [[ ]], [[ ]] |  |

| 13 de octubre de 2013, 15:00 | Bielorrusia | 1:3 | Grecia | [[ ]], [[ ]], Austria    |  |
|                              |             |     |        | Árbitro(s): [[ ]], [[ ]] |  |

### Grupo 3
| Equipo          | Pts | PJ | PG | PE | PP | GF | GC | Dif |
| --------------- | --- | -- | -- | -- | -- | -- | -- | --- |
| Italia          | 6   | 3  | 2  | 0  | 1  | 4  | 3  | 1   |
| Portugal        | 5   | 3  | 1  | 2  | 0  | 3  | 2  | 1   |
| República Checa | 4   | 3  | 1  | 1  | 1  | 4  | 2  | 2   |
| Dinamarca       | 1   | 3  | 0  | 1  | 2  | 1  | 5  | -4  |

| 15 de octubre de 2013, 16:00 | Italia | 1:0 | República Checa | [[ ]], [[ ]], Portugal   |  |
|                              |        |     |                 | Árbitro(s): [[ ]], [[ ]] |  |

| 15 de octubre de 2013, 17:00 | Dinamarca | 0:0 | Portugal | [[ ]], [[ ]], Portugal   |  |
|                              |           |     |          | Árbitro(s): [[ ]], [[ ]] |  |

| 17 de octubre de 2013, 17:00 | Italia | 1:2 | Portugal | [[ ]], [[ ]], Portugal   |  |
|                              |        |     |          | Árbitro(s): [[ ]], [[ ]] |  |

| 17 de octubre de 2013, 16:00 | República Checa | 3:0 | Dinamarca | [[ ]], [[ ]], Portugal   |  |
|                              |                 |     |           | Árbitro(s): [[ ]], [[ ]] |  |

| 20 de octubre de 2013, 17:00 | Dinamarca | 1:2 | Italia | [[ ]], [[ ]], Portugal   |  |
|                              |           |     |        | Árbitro(s): [[ ]], [[ ]] |  |

| 20 de octubre de 2013, 17:00 | Portugal | 1:1 | República Checa | [[ ]], [[ ]], Portugal   |  |
|                              |          |     |                 | Árbitro(s): [[ ]], [[ ]] |  |

### Grupo 4
| Equipo            | Pts | PJ | PG | PE | PP | GF | GC | Dif |
| ----------------- | --- | -- | -- | -- | -- | -- | -- | --- |
| Francia           | 9   | 3  | 3  | 0  | 0  | 6  | 0  | 6   |
| Suecia            | 4   | 3  | 1  | 1  | 1  | 4  | 3  | 1   |
| Polonia           | 4   | 3  | 1  | 1  | 1  | 3  | 5  | -2  |
| Irlanda del Norte | 0   | 3  | 0  | 0  | 3  | 0  | 5  | -5  |

| 12 de octubre de 2013, 15:00 | Francia | 3:0 | Polonia | [[ ]], [[ ]], Irlanda del Norte |  |
|                              |         |     |         | Árbitro(s): [[ ]], [[ ]]        |  |

| 12 de octubre de 2013, 20:00 | Suecia | 2:0 | Irlanda del Norte | [[ ]], [[ ]], Irlanda del Norte |  |
|                              |        |     |                   | Árbitro(s): [[ ]], [[ ]]        |  |

| 14 de octubre de 2013, 15:00 | Polonia | 2:2 | Suecia | [[ ]], [[ ]], Irlanda del Norte |  |
|                              |         |     |        | Árbitro(s): [[ ]], [[ ]]        |  |

| 14 de octubre de 2013, 20:00 | Francia | 2:0 | Irlanda del Norte | [[ ]], [[ ]], Irlanda del Norte |  |
|                              |         |     |                   | Árbitro(s): [[ ]], [[ ]]        |  |

| 17 de octubre de 2013, 15:00 | Suecia | 0:1 | Francia | [[ ]], [[ ]], Irlanda del Norte |  |
|                              |        |     |         | Árbitro(s): [[ ]], [[ ]]        |  |

| 17 de octubre de 2013, 15:00 | Irlanda del Norte | 0:1 | Polonia | [[ ]], [[ ]], Irlanda del Norte |  |
|                              |                   |     |         | Árbitro(s): [[ ]], [[ ]]        |  |

### Grupo 5
| Equipo    | Pts | PJ | PG | PE | PP | GF | GC | Dif |
| --------- | --- | -- | -- | -- | -- | -- | -- | --- |
| Escocia   | 6   | 3  | 2  | 0  | 1  | 7  | 5  | 2   |
| Noruega   | 6   | 3  | 2  | 0  | 1  | 13 | 4  | 9   |
| Finlandia | 3   | 3  | 1  | 0  | 2  | 4  | 7  | -3  |
| Hungría   | 3   | 3  | 1  | 0  | 2  | 5  | 13 | -8  |

| 2 de octubre de 2013, 14:00 | Noruega | 5:1 | Finlandia | [[ ]], [[ ]], Hungría    |  |
|                             |         |     |           | Árbitro(s): [[ ]], [[ ]] |  |

| 2 de octubre de 2013, 14:00 | Hungría | 4:3 | Escocia | [[ ]], [[ ]], Hungría    |  |
|                             |         |     |         | Árbitro(s): [[ ]], [[ ]] |  |

| 4 de octubre de 2013, 14:00 | Noruega | 1:2 | Escocia | [[ ]], [[ ]], Hungría    |  |
|                             |         |     |         | Árbitro(s): [[ ]], [[ ]] |  |

| 4 de octubre de 2013, 14:00 | Finlandia | 3:0 | Hungría | [[ ]], [[ ]], Hungría    |  |
|                             |           |     |         | Árbitro(s): [[ ]], [[ ]] |  |

| 7 de octubre de 2013, 14:00 | Hungría | 1:7 | Noruega | [[ ]], [[ ]], Hungría    |  |
|                             |         |     |         | Árbitro(s): [[ ]], [[ ]] |  |

| 7 de octubre de 2013, 14:00 | Escocia | 2:0 | Finlandia | [[ ]], [[ ]], Hungría    |  |
|                             |         |     |           | Árbitro(s): [[ ]], [[ ]] |  |

### Grupo 6
| Equipo       | Pts | PJ | PG | PE | PP | GF | GC | Dif |
| ------------ | --- | -- | -- | -- | -- | -- | -- | --- |
| Alemania     | 7   | 3  | 2  | 1  | 0  | 7  | 0  | 7   |
| Bélgica      | 4   | 3  | 1  | 1  | 1  | 2  | 2  | 0   |
| Países Bajos | 4   | 3  | 1  | 1  | 1  | 3  | 2  | 1   |
| Suiza        | 1   | 3  | 0  | 1  | 2  | 2  | 10 | -8  |

| 11 de octubre de 2013, 19:00 | Alemania | 6:0 | Suiza | [[ ]], [[ ]], Alemania   |  |
|                              |          |     |       | Árbitro(s): [[ ]], [[ ]] |  |

| 11 de octubre de 2013, 16:00 | Bélgica | 1:0 | Holanda | [[ ]], [[ ]], Alemania   |  |
|                              |         |     |         | Árbitro(s): [[ ]], [[ ]] |  |

| 13 de octubre de 2013, 16:00 | Alemania | 0:0 | Holanda | [[ ]], [[ ]], Alemania   |  |
|                              |          |     |         | Árbitro(s): [[ ]], [[ ]] |  |

| 13 de octubre de 2013, 13:00 | Suiza | 1:1 | Bélgica | [[ ]], [[ ]], Alemania   |  |
|                              |       |     |         | Árbitro(s): [[ ]], [[ ]] |  |

| 16 de octubre de 2013, 11:00 | Bélgica | 0:1 | Alemania | [[ ]], [[ ]], Alemania   |  |
|                              |         |     |          | Árbitro(s): [[ ]], [[ ]] |  |

| 16 de octubre de 2013, 11:00 | Holanda | 3:1 | Suiza | [[ ]], [[ ]], Alemania   |  |
|                              |         |     |       | Árbitro(s): [[ ]], [[ ]] |  |

### Ranking de los segundos puestos
El mejor de los 6 mejores segundos lugares de los 6 grupos pasará a la siguiente ronda junto a los ganadores de cada grupo. (Se contabilizan los resultados obtenidos en contra de los campeones y subcampeones clasificados de cada grupo). Clasificó Portugal
| Grp | Equipo   | PJ | PG | PE | PP | GF | GC | DG | Pts |
| --- | -------- | -- | -- | -- | -- | -- | -- | -- | --- |
| 3   | Portugal | 2  | 1  | 1  | 0  | 3  | 2  | 1  | 4   |
| 5   | Noruega  | 2  | 1  | 0  | 1  | 6  | 3  | 3  | 3   |
| 1   | Irlanda  | 2  | 1  | 0  | 1  | 3  | 3  | 0  | 3   |
| 6   | Bélgica  | 2  | 1  | 0  | 1  | 1  | 1  | 0  | 3   |
| 4   | Suecia   | 2  | 0  | 1  | 1  | 2  | 3  | -1 | 1   |
| 2   | Grecia   | 2  | 0  | 1  | 1  | 2  | 3  | -1 | 1   |

## Fase Final
Por primera vez, el número de selecciones participantes pasará de cuatro a ocho y se celebrará en Inglaterra.
El sorteo se realizó en el Ayuntamiento de Burton, Inglaterra, el 24 de octubre de 2013

### Grupo A
| Equipo     | Pts | PJ | PG | PE | PP | GF | GC | Dif |
| ---------- | --- | -- | -- | -- | -- | -- | -- | --- |
| Inglaterra | 6   | 3  | 2  | 0  | 1  | 8  | 3  | 5   |
| Italia     | 6   | 3  | 2  | 0  | 1  | 3  | 1  | 2   |
| Austria    | 4   | 3  | 1  | 1  | 1  | 2  | 2  | 0   |
| Portugal   | 1   | 3  | 0  | 1  | 2  | 1  | 8  | -7  |

| 26 de noviembre de 2013, 13:30 | Inglaterra | 0:1 (0:0) | Italia        | New Bucks Head, Telford, Inglaterra |                          |
|                                |            |           | Cavicchia 74' | Árbitro(s): [[ ]], [[ ]]            | Árbitro(s): [[ ]], [[ ]] |

| 26 de noviembre de 2013, 20:00 | Austria | 0:0 | Portugal | New Bucks Head, Telford, Inglaterra |  |
|                                |         |     |          | Árbitro(s): [[ ]], [[ ]]            |  |

| 29 de noviembre de 2013, 13:30 | Portugal | 0:2 (0:1) | Italia                       | De Montfort Park, Hinckley, Inglaterra |                          |
|                                |          |           | Giugliano 7' · Marinelli 76' | Árbitro(s): [[ ]], [[ ]]               | Árbitro(s): [[ ]], [[ ]] |

| 29 de noviembre de 2013, 20:00 | Inglaterra                | 2:1 (1:1) | Austria         | Proact Stadium, Chesterfield, Inglaterra |                          |
|                                | Plumptre 27' · Porter 59' |           | Wasserbauer 15' | Árbitro(s): [[ ]], [[ ]]                 | Árbitro(s): [[ ]], [[ ]] |

| 2 de diciembre de 2013, 13:30 | Portugal            | 1:6 (1:3) | Inglaterra                                                                        | Pirelli Stadium, Burton upon Trent, Inglaterra |                          |
|                               | Leandra Pereira 40' |           | Rouse 10' · Clarke 33' · Primus 35' · Kelly 52' · Hassall 57' (pen.) · Porter 65' | Árbitro(s): [[ ]], [[ ]]                       | Árbitro(s): [[ ]], [[ ]] |

| 2 de diciembre de 2013, 13:30 | Italia | 0:1 (0:1) | Austria   | New Bucks Head, Telford, Inglaterra |                          |
|                               |        |           | Dunst 36' | Árbitro(s): [[ ]], [[ ]]            | Árbitro(s): [[ ]], [[ ]] |

### Grupo B
| Equipo   | Pts | PJ | PG | PE | PP | GF | GC | Dif |
| -------- | --- | -- | -- | -- | -- | -- | -- | --- |
| España   | 7   | 3  | 2  | 1  | 0  | 6  | 0  | 6   |
| Alemania | 6   | 3  | 2  | 0  | 1  | 8  | 6  | 2   |
| Francia  | 3   | 3  | 1  | 0  | 2  | 1  | 6  | -5  |
| Escocia  | 1   | 3  | 0  | 1  | 2  | 2  | 5  | -3  |

| 26 de noviembre de 2013, 13:30 | Alemania                     | 4:2 (3:0) | Escocia                | De Montfort Park, Hinckley, Inglaterra |                          |
|                                | Meier 9' · Sehan 12' 35' 77' |           | Howat 60' · Walker 68' | Árbitro(s): [[ ]], [[ ]]               | Árbitro(s): [[ ]], [[ ]] |

| 26 de noviembre de 2013, 20:00 | Francia | 0:2 (0:1) | España                        | De Montfort Park, Hinckley, Inglaterra |                          |
|                                |         |           | García Boa 31' · Guijarro 53' | Árbitro(s): [[ ]], [[ ]]               | Árbitro(s): [[ ]], [[ ]] |

| 29 de noviembre de 2013, 13:30 | Alemania                                           | 4:0 (3:0) | Francia | New Bucks Head, Telford, Inglaterra |                          |
|                                | Sehan 4' · Ehegötz 26' · Walkling 42' · Specht 71' |           |         | Árbitro(s): [[ ]], [[ ]]            | Árbitro(s): [[ ]], [[ ]] |

| 29 de noviembre de 2013, 20:00 | Escocia | 0:0 | España | Pirelli Stadium, Burton upon Trent, Inglaterra |  |
|                                |         |     |        | Árbitro(s): [[ ]], [[ ]]                       |  |

| 2 de diciembre de 2013, 13:30 | Alemania | 0:4 (0:1) | España                            | De Montfort Park, Hinckley, Inglaterra |                          |
|                               |          |           | Sánchez 13' 60' · Bonmatí 71' 74' | Árbitro(s): [[ ]], [[ ]]               | Árbitro(s): [[ ]], [[ ]] |

| 2 de diciembre de 2013, 13:30 | Escocia | 0:1 (0:0) | Francia       | Proact Stadium, Chesterfield, Inglaterra |                          |
|                               |         |           | Marichaud 62' | Árbitro(s): [[ ]], [[ ]]                 | Árbitro(s): [[ ]], [[ ]] |

### Semifinales
|  | Semifinales    | Semifinales    |       |                | Final          | Final |  |
|  |                |                |       |                |                |       |  |
|  |                |                |       |                |                |       |  |
|  | 5 de diciembre |                |       |                |                |       |  |
|  | Italia         | 0              |       |                |                |       |  |
|  | Alemania       | 1              |       |                |                |       |  |
|  |                |                |       |                |                |       |  |
|  |                |                |       |                | 8 de diciembre |       |  |
|  |                |                |       |                | Alemania (p)   | 1 (3) |  |
|  |                | España         | 1 (1) |                |                |       |  |
|  |                |                |       |                |                |       |  |
|  |                |                |       |                |                |       |  |
|  |                |                |       |                | Tercer lugar   |       |  |
|  | 5 de diciembre | 5 de diciembre |       | 8 de diciembre | 8 de diciembre |       |  |
|  | España         | 3              |       | Italia (p)     | 0 (4)          |       |  |
|  | Inglaterra     | 0              |       |                | Inglaterra     | 0 (3) |  |

| 5 de diciembre de 2013, 18:00 | Inglaterra | 0:1 (0:1) | Alemania     | Proact Stadium, Chesterfield, Inglaterra |                          |
|                               |            |           | Walkling 15' | Árbitro(s): [[ ]], [[ ]]                 | Árbitro(s): [[ ]], [[ ]] |

| 5 de diciembre de 2013, 20:00 | España                           | 3:0 (1:0) | Italia | Pirelli Stadium, Burton upon Trent, Inglaterra |                          |
|                               | Sánchez 16' 79' · P. Garrote 55' |           |        | Árbitro(s): [[ ]], [[ ]]                       | Árbitro(s): [[ ]], [[ ]] |

### Tercer Puesto
| 5 de diciembre de 2013, 13:30 | Italia | 0:0 | Inglaterra | Pirelli Stadium, Burton upon Trent, Inglaterra |  |
|                               |        |     |            | Árbitro(s): [[ ]], [[ ]]                       |  |

| Tiros desde el punto penal |                  |     |                  |            |
| Boattin                    | Acierto de penal | 1:0 | Fallo de penal   | Hassall    |
| Giugliano                  | Acierto de penal | 2:1 | Acierto de penal | Williamson |
| Marinelli                  | Acierto de penal | 3:1 | Fallo de penal   | Kelly      |
| Durante                    | Fallo de penal   | 3:2 | Acierto de penal | McHugh     |
| Vergani                    | Acierto de penal | 4:3 | Acierto de penal | Walsh      |

### Final
| 8 de diciembre de 2013, 20:00 | Alemania   | 1:1 (0:1) | España      | Proact Stadium, Chesterfield, Inglaterra |                          |
|                               | Hartig 76' |           | Guijarro 9' | Árbitro(s): [[ ]], [[ ]]                 | Árbitro(s): [[ ]], [[ ]] |

| Tiros desde el punto penal |                  |     |                  |            |
| Meier                      | Fallo de penal   | 0:1 | Acierto de penal | Guijarro   |
| Sehan                      | Acierto de penal | 1:1 | Fallo de penal   | García Boa |
| Widak                      | Acierto de penal | 2:1 | Fallo de penal   | García     |
| Hartig                     | Acierto de penal | 3:1 | Fallo de penal   | P. Garrote |

| Bandera de Alemania |
| Campeón Alemania    |
| Cuarto título       |

## Clasificación de UEFA a losCopa Mundial de Sub-17 de 2014
| Bandera de Alemania | Bandera de España | Bandera de Italia |
| Alemania            | España            | Italia            |